# Front Row (芸能プロダクション)
有限会社Front Row（有限会社フロントロー）は、日本の芸能プロダクション。

## 概要
音楽を中心とした総合エンターテイメントプロダクションであり、プロダクション事業とコンテンツ制作事業を中心に事業を行っている。
2018年9月、代表取締役であった高峰健人が逝去。
以後、事務所の活動実態は不明瞭である。

## 主な所属タレント／アーティスト

### アーティスト
- 太田ゆうき
- 小山留生
- yoshimi
- 石川有沙
- 銭谷のぞみ
- 鵜澤明日香
- 湯浅ひろみ
- 倉本夏希
- 関屋ひかり
- 大貫紗貴
- 新井由衣花
- 濱口京子
- 青木春子
- 華漣
- 長井鈴菜

### モデル
- 松田知也

### 俳優
- 木本博司
- 倉本夏希

## 関連プロダクション
- EBAプロダクション